# Michel Molinier
Pour les articles homonymes, voir Molinier.
Pas d'image ? Cliquez ici

a Compétitions nationales et continentales officielles uniquement.

b Matchs officiels uniquement.
Michel Molinier, né le 28 mai 1947 à Fayssac, est un joueur international français de rugby à XIII évoluant au poste de centre dans les années 1960 à 1970.
Enfant de Tarn, il débute par la pratique du rugby à XIII avec le R.C. Albigeois aux côtés de Jean-Claude Cros et Floréal Bonet, puis rejoint le R.C. Saint-Gaudens qui joue les premiers rôles en Championnat de France. Avec celui-ci, Michel Molinier remporte le Championnat de France en 1970 et 1974 ainsi que le titre de Coupe de France en 1973, occupant le rôle d'entraîneur-joueur pour ces deux derniers titres en prenant le suite de Jep Lacoste. Dans la conquête de ces titres, il a pour équipiers Jean-Pierre Lecompte, Serge Marsolan, Victor Serrano, Henri Marracq et Patrick Rives.
Ses performances remarquées en club l'amènent à être appelé entre 1968 et 1975 au sein de l'équipe de France en tant que centre titulaire. Il participe à quatre reprises à la Coupe du monde en 1968, 1970, 1972 et 1975, prenant une part active avec Jean Capdouze et Georges Aillères au beau parcours de la sélection en 1968 les emmenant en finale, perdue contre l'Australie. Sous ce même maillot bleu, il connaît des victoires contre les meilleures sélections du monde : l'Australie, la Grande-Bretagne, la Nouvelle-Zélande, l'Angleterre et le pays de Galles.

## Biographie
Dans le civil, il excerce le service national.

### 1968: finaliste de la Coupe du monde
En mai-juin 1968, l’Australie et la Nouvelle-Zélande organisent la quatrième édition de la Coupe du monde de rugby à XIII, compétition créée en 1954 sous l'impulsion de l'ancien président de la fédération française Paul Barrière en invitant les trois autres nations majeures de rugby à XIII : l'Australie, la Grande-Bretagne et la Nouvelle-Zélande. Ce concept est maintenu depuis à intervalle irrégulier avec ces quatre mêmes nations. Dans cette sélection française entraînée par Jep Lacoste, Michel Molinier est intégré par le sélectionneur Antoine Jimenez au poste de centre pour aux côtés de Jean-Pierre Lecompte et Jacques Gruppi, et où il accompagne l'autre Albigeois sélectionné Jean-Claude Cros,.
Michel Molinier prend part au match d'ouverture de la Coupe du monde contre la Nouvelle-Zélande le 25 mai 1968 au Carlaw Park en banlieue d'Auckland devant près de 18 000 spectateurs. L'adversaire néo-zélandais perd dès la 12e minute leur joueur Brian Lee, expulsé définitivement pour une manchette sur A. Ferren, et dut évoluer en infériorité numérique toute la rencontre. Le demi français Jean Capdouze livre alors un duel de buteurs contre son homologue Ernie Wiggs avant de marquer un essai à la suite d'une relance de Jean-Claude Cros et d'une percée de Jean-Pierre Lecompte épaulé par M. Molinier pour emmener J. Capdouze à marquer entre les poteaux. Dès lors, malgré une supériorité en mêlée fermée des Néo-Zélandais, la France conserve son avance jusqu'à la fin du match pour s'imposer 15-10.
Cette seconde rencontre face à la Grande-Bretagne s'avère être décisive pour une place en finale à la suite de la défaite de cette dernière face au grand favori australien, et dans laquelle M. Molinier est aligné. Programmée en Nouvelle-Zélande, les deux équipes s'affrontent le 1er juin 1968 au Carlaw Park devant près de 15 000 spectateurs. Un temps pluvieux sévit sur la pelouse qui rend impossible la tenue d'un jeu ordonné. Devant cette difficulté, les Britanniques mènent 2-0 à la mi-temps sur une pénalité de Bev Risman. Mais la seconde mi-temps tourne à l'avantage des Français forts d'un pack d'avants dominant et du jeu au pied de Jean Capdouze, Roger Garrigue et Jean-Pierre Clar, ils parviennent à s'imposer sur un essai de Jean-René Ledru pour porter le score final à 7-2. La France se qualifie pour la finale pour la seconde fois de son histoire après l'édition de 1954.
Effectif de l'équipe de France :
Pour la troisième rencontre de poule, la France va sur les terres australiennes après deux rencontres en Nouvelle-Zélande, celle-ci oppose les deux équipes qualifiées pour la finale le 8 juin 1968, la France et l'Australie. Afin de mieux préparer la finale qui se déroule deux jours après cette rencontre joué au Lang Park de Brisbane, les deux équipes font tourner leurs effectifs, mais M. Molinier est aligné. Ce match s'achève sur un score sévère pour la France qui est nettement battue 37-4 et amène l'Australie à se poser comme le grand favori de la finale,.
Malgré les trois rencontres disputées en phase de poule, Jacques Gruppi est préféré à M. Molinier pour intégrer le treize titulaire pour cette finale qui se déroule le 10 juin 1968 au Sydney Cricket Ground devant près de 54 000 spectateurs. Dans un stade acquis à sa cause, l'Australie, dirigée par la charnière Billy Smith et Bob Fulton, réalise une haute performance en dominant l'équipe de France grâce à un jeu varié, dynamique et une domination territoriale. Les Français subissent le jeu australien malgré la vaillance de sa défense. Battus 20-2, M. Molinier et la France terminent ainsi vice-champions du monde et espère entrevoir par cet exploit la volonté d'un renouveau du rugby à XIII dans son pays.

## Palmarès

### En tant que joueur
- Collectif :
  - Vainqueur du Championnat de France : 1970 et 1974 (Saint-Gaudens).
  - Vainqueur de la Coupe de France : 1973 (Saint-Gaudens).
  - Finaliste du Coupe du monde : 1968 (France).
  - Finaliste du Championnat de France : 1969, 1971 et 1972 (Saint-Gaudens).

#### Coupe du monde
| Édition         | Rang      | Résultats France | Résultats Molinier | Matchs Molinier |
| --------------- | --------- | ---------------- | ------------------ | --------------- |
| Australie 1968  | Finaliste | 2 v, 0 n, 2 d    | 2 v, 0 n, 1 d      | 3/4             |
| Angleterre 1970 | Troisième | 1 v, 0 n, 2 d    | 1 v, 0 n, 2 d      | 3/3             |
| France 1972     | Troisième | 1 v, 0 n, 2 d    | 1 v, 0 n, 2 d      | 3/3             |
| Monde 1975      | Cinquième | 1 v, 1 n, 6 d    | 1 v, 0 n, 1 d      | 2/6             |

Légende : v = victoire ; n = match nul ; d = défaite.

#### Détails en sélection
| 1.  | 7 janvier 1968    | Australie        | 16-13 | Test-match     | Centre           | - | - | - | - |
| 2.  | 2 mars 1968       | Grande-Bretagne  | 8-19  | Test-match     | Centre           | - | - | - | - |
| 3.  | 25 mai 1968       | Nouvelle-Zélande | 15-10 | Coupe du monde | Centre           | - | - | - | - |
| 4.  | 2 juin 1968       | Grande-Bretagne  | 7-2   | Coupe du monde | Centre           | - | - | - | - |
| 5.  | 8 juin 1968       | Australie        | 4-37  | Coupe du monde | Centre           | - | - | - | - |
| 6.  | 23 octobre 1969   | Pays de Galles   | 8-2   | Coupe d'Europe | Centre           | 3 | 1 | - | - |
| 7.  | 25 octobre 1969   | Angleterre       | 11-11 | Coupe d'Europe | Centre           | 6 | 2 | - | - |
| 8.  | 25 janvier 1970   | Pays de Galles   | 11-15 | Coupe d'Europe | Centre           | 3 | 1 | - | - |
| 10. | 15 mars 1970      | Angleterre       | 14-9  | Coupe d'Europe | Centre           | - | - | - | - |
| 11. | 25 octobre 1970   | Nouvelle-Zélande | 15-16 | Coupe du monde | Centre           | - | - | - | - |
| 12. | 28 octobre 1970   | Grande-Bretagne  | 0-6   | Coupe du monde | Centre           | - | - | - | - |
| 13. | 1er novembre 1970 | Australie        | 17-15 | Coupe du monde | Centre           | - | - | - | - |
| 14. | 11 novembre 1970  | Australie        | 4-7   | Test-match     | Centre           | - | - | - | - |
| 15. | 7 février 1971    | Grande-Bretagne  | 16-8  | Test-match     | Centre           | - | - | - | - |
| 16. | 17 mars 1971      | Grande-Bretagne  | 2-24  | Test-match     | Centre           | - | - | - | - |
| 17. | 11 novembre 1971  | Nouvelle-Zélande | 11-27 | Test-match     | Centre           | - | - | - | - |
| 18. | 21 novembre 1971  | Nouvelle-Zélande | 2-24  | Test-match     | Centre           | - | - | - | - |
| 19. | 28 novembre 1971  | Nouvelle-Zélande | 3-3   | Test-match     | Centre           | 3 | 1 | - | - |
| 20. | 6 février 1972    | Grande-Bretagne  | 9-10  | Test-match     | Centre           | - | - | - | - |
| 21. | 12 mars 1972      | Grande-Bretagne  | 10-45 | Test-match     | Centre           | - | - | - | - |
| 22. | 28 octobre 1972   | Nouvelle-Zélande | 20-9  | Coupe du monde | Centre           | - | - | - | - |
| 23. | 1er novembre 1972 | Grande-Bretagne  | 4-13  | Coupe du monde | Centre           | - | - | - | - |
| 24. | 5 novembre 1972   | Australie        | 9-31  | Coupe du monde | Centre           | - | - | - | - |
| 25. | 9 décembre 1973   | Australie        | 9-21  | Test-match     | Centre           | 3 | 1 | - | - |
| 26. | 16 décembre 1973  | Australie        | 3-14  | Test-match     | Centre           | - | - | - | - |
| 27. | 20 janvier 1974   | Grande-Bretagne  | 5-24  | Test-match     | Centre           | 3 | 1 | - | - |
| 28. | 17 février 1974   | Grande-Bretagne  | 0-29  | Test-match     | Centre           | - | - | - | - |
| 29. | 16 février 1975   | Pays de Galles   | 8-21  | Coupe d'Europe | Demi d'ouverture | 3 | 1 | - | - |
| 30. | 2 mars 1975       | Pays de Galles   | 14-7  | Coupe du monde | Centre           | - | - | - | - |
| 31. | 16 mars 1975      | Angleterre       | 2-20  | Coupe du monde | Centre           | - | - | - | - |

#### Statistiques en club
| Saison    | Saison             | Championnat           | Championnat | Coupe           | Coupe      | Sélection | Sélection | Sélection | Sélection | Sélection | Sélection | Sélection |
| Saison    | Saison             | Comp.                 | Class.      | Comp.           | Class.     | Comp.     | M         | Pts       | Ess.      | Buts      | Dp.       |           |
| --------- | ------------------ | --------------------- | ----------- | --------------- | ---------- | --------- | --------- | --------- | --------- | --------- | --------- | --------- |
| 1966-1967 | RC Albigeois       | Championnat de France | 12e         | Coupe de France | 1/4 finale |           |           |           |           |           |           |           |
| 1967-1968 | RC Albigeois       | Championnat de France | Barrage     | Coupe de France | 1/8 finale | CM        | 5         | -         | -         | -         | -         |           |
| 1968-1969 | R.C. Saint-Gaudens | Championnat de France | Finaliste   | Coupe de France | 1/8 finale |           |           |           |           |           |           |           |
| 1969-1970 | R.C. Saint-Gaudens | Championnat de France | Champion    | Coupe de France | 1/8 finale | CE        | 4         | 12        | 4         | -         | -         |           |
| 1970-1971 | R.C. Saint-Gaudens | Championnat de France | Finaliste   | Coupe de France | 1/4 finale | CM        | 6         | -         | -         | -         | -         |           |
| 1971-1972 | R.C. Saint-Gaudens | Championnat de France | Finaliste   | Coupe de France | 1/4 finale |           | 5         | 3         | 1         | -         | -         |           |
| 1972-1973 | R.C. Saint-Gaudens | Championnat de France | Barrage     | Coupe de France | Vainqueur  | CM        | 3         | -         | -         | -         | -         |           |
| 1973-1974 | R.C. Saint-Gaudens | Championnat de France | Champion    | Coupe de France | 1/4 finale |           | 4         | 6         | 2         | -         | -         |           |
| 1974-1975 | R.C. Saint-Gaudens | Championnat de France | 1/4 finale  | Coupe de France | 1/2 finale | CE/CM     | 3         | 3         | 1         | -         | -         |           |
| 1975-1976 | R.C. Saint-Gaudens | Championnat de France | 13e         | Coupe de France | 1/8 finale |           |           |           |           |           |           |           |

### En tant qu'entraîneur
- Collectif :
  - Vainqueur du Championnat de France : 1974 (Saint-Gaudens).
  - Vainqueur de la Coupe de France : 1973 (Saint-Gaudens).